# Wahbi Khazri
Wahbi Khazri, né le 8 février 1991 à Ajaccio, est un footballeur international tunisien jouant au poste de milieu offensif ou d'attaquant.
Formé au SC Bastia à partir de 2004, Khazri y fait ses débuts professionnels en 2009 et devient rapidement un homme fort de l'équipe avec qui il connaît successivement la montée de National en Ligue 2 en 2011, puis de Ligue 2 en Ligue 1 en 2012. Il quitte le Sporting en 2014 et passe deux saisons sous les couleurs des Girondins de Bordeaux. En 2016, il tente l'expérience à Sunderland en Premier League ; sa première saison est moyenne et il est prêté au Stade rennais lors de l'exercice 2017-2018. Sa bonne saison à Rennes (11 buts en 29 rencontres) attire l'attention de l'AS Saint-Étienne qui le recrute en juillet 2018.
Wahbi Khazri était par ailleurs le co-capitaine de l'équipe de Tunisie, dont il a porté le maillot à 74 reprises pour 25 buts entre 2013 et 2022, et avec laquelle il a joué la Coupe du monde 2018 et la Coupe du monde 2022.

## Biographie
En 2004, il intègre le pôle espoirs d'Ajaccio, pour deux ans de préformation.

### SC Bastia
Il fait ses premiers pas en tant que professionnel, le 20 février 2009, contre l'Amiens SC au stade de la Licorne ; il offre une passe décisive à Serisay Barthélémy au cours des dix minutes passées sur le terrain, le match se terminant par une victoire sur un score de 1-0 pour son club.
Pour sa seconde apparition trois semaines plus tard, le 13 mars au stade Armand-Cesari, il inscrit son premier but en Ligue 2 sur un coup franc, offrant une précieuse victoire à son équipe contre le Montpellier HSC dans les dernières minutes du match.
Il se fait alors une place de titulaire au sein du onze emmené par Bernard Casoni, disputant au total 13 matchs pour 3 buts inscrits.
Le 16 mars 2013, Khazri inscrit un but contre l'Olympique lyonnais, le SC Bastia remportant le match sur le score de 4-1.

### Girondins de Bordeaux
Le 1er juillet 2014, il s'engage pour quatre ans avec les Girondins de Bordeaux. Il joue son premier match sous ses nouvelles couleurs le 9 août 2014, lors de la première journée de la saison 2014-2015 face au Montpellier HSC. Bordeaux l'emporte par un but à zéro ce jour-là. Il inscrit son premier but dès sa deuxième apparition pour Bordeaux, lors de la journée suivante alors que les Girondins accueillent l'AS Monaco, le 17 août. Il inscrit son but sur un penalty qu'il a lui-même provoqué et participe ainsi à la victoire des siens (4-1).
Le 28 septembre 2014, il inscrit le 3 400e but de l'Histoire des Girondins. Sa première saison aux Girondins est une réussite : il parvient à s'imposer au sein de l'équipe en tant que titulaire et totalise neuf buts en 32 matchs de championnat.
Il marque son premier but de la saison 2015-2016, dès son premier match face au stade de Reims le 9 août 2015 (défaite sur le score de 2-1). Le 11 septembre, il marque un but lors d'un match à haute tension chez le leader du championnat, le Paris Saint-Germain ; il parvient à prendre le ballon des pieds de Kevin Trapp, le gardien adverse, même si le match se conclut sur un nul (2-2).

### Sunderland AFC

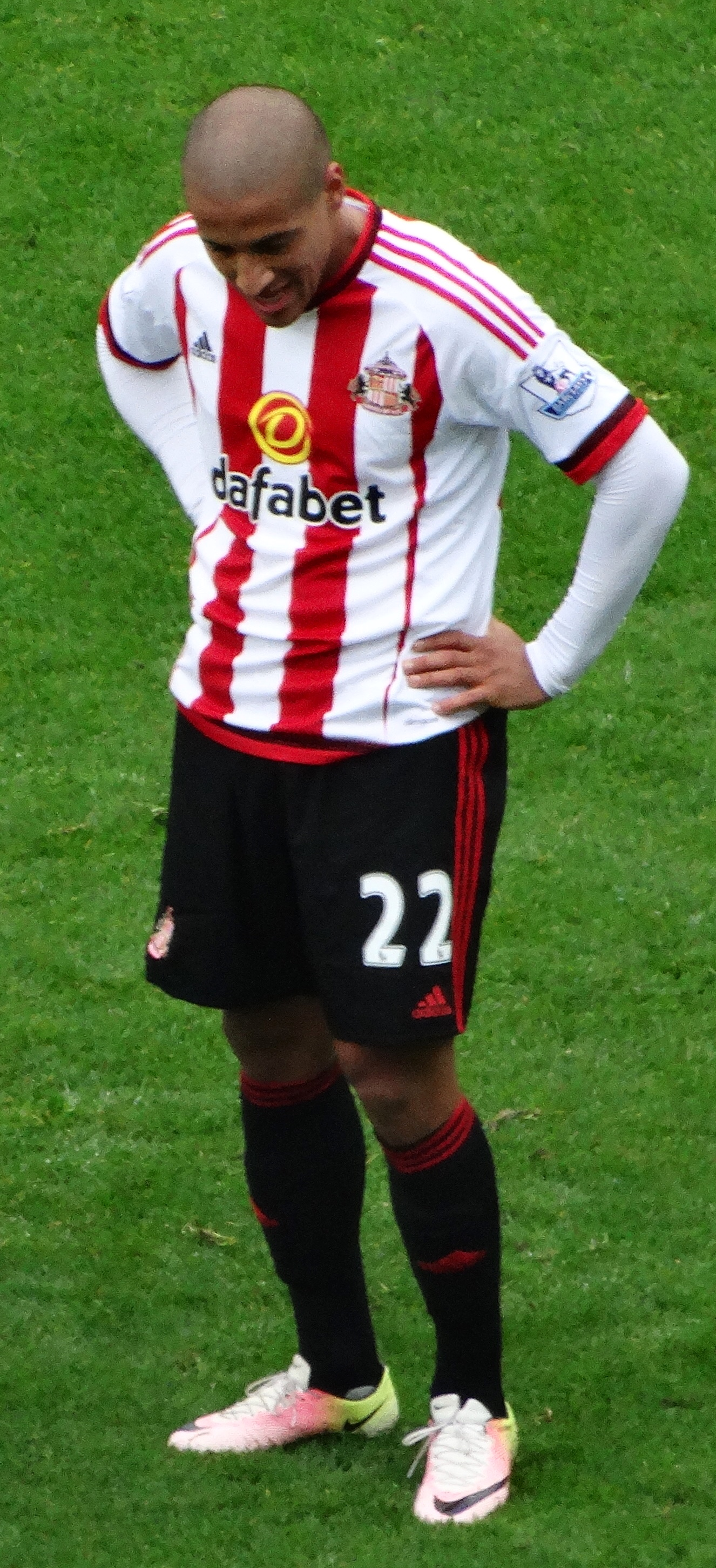
Khazri avec Sunderland contre Chelsea, le 7 mai 2016.

Le 29 janvier 2016, Wahbi Khazri s'engage pour quatre ans et demi avec le club anglais de Sunderland, réalisant son rêve de jouer dans le championnat d'Angleterre. Pour son entrée en matière en Premier League, il remplace à la mi-temps Jeremain Lens lors de la réception de Manchester City, dès le 2 février (défaite 0-1). Titulaire quatre jours plus tard pour le déplacement à Liverpool, il délivre sa première passe décisive, à Jermain Defoe, pour l'égalisation (score final 2-2) avant d'inscrire son premier but en Angleterre la semaine suivante en ouvrant le score face à Manchester United (victoire sur le score de 2-1). Il marque son deuxième but le 7 mai d'une volée de l'extérieur de la surface, face à Chelsea pour une victoire 3 buts à 2 qui permet aux Black Cats de sortir de la zone rouge avant la dernière journée de championnat,.
La saison suivante est très difficile pour le club de Sunderland qui ne parvient pas à se maintenir dans l'élite, et qui est même relégué en 2018 en League One, le troisième échelon national.

### Prêt au Stade rennais
Le 31 août 2017, il est prêté sans option d'achat au Stade rennais. Il marque son premier but face à l'Olympique de Marseille le 10 septembre dans le cadre de la cinquième journée de Ligue 1.

### AS Saint-Étienne

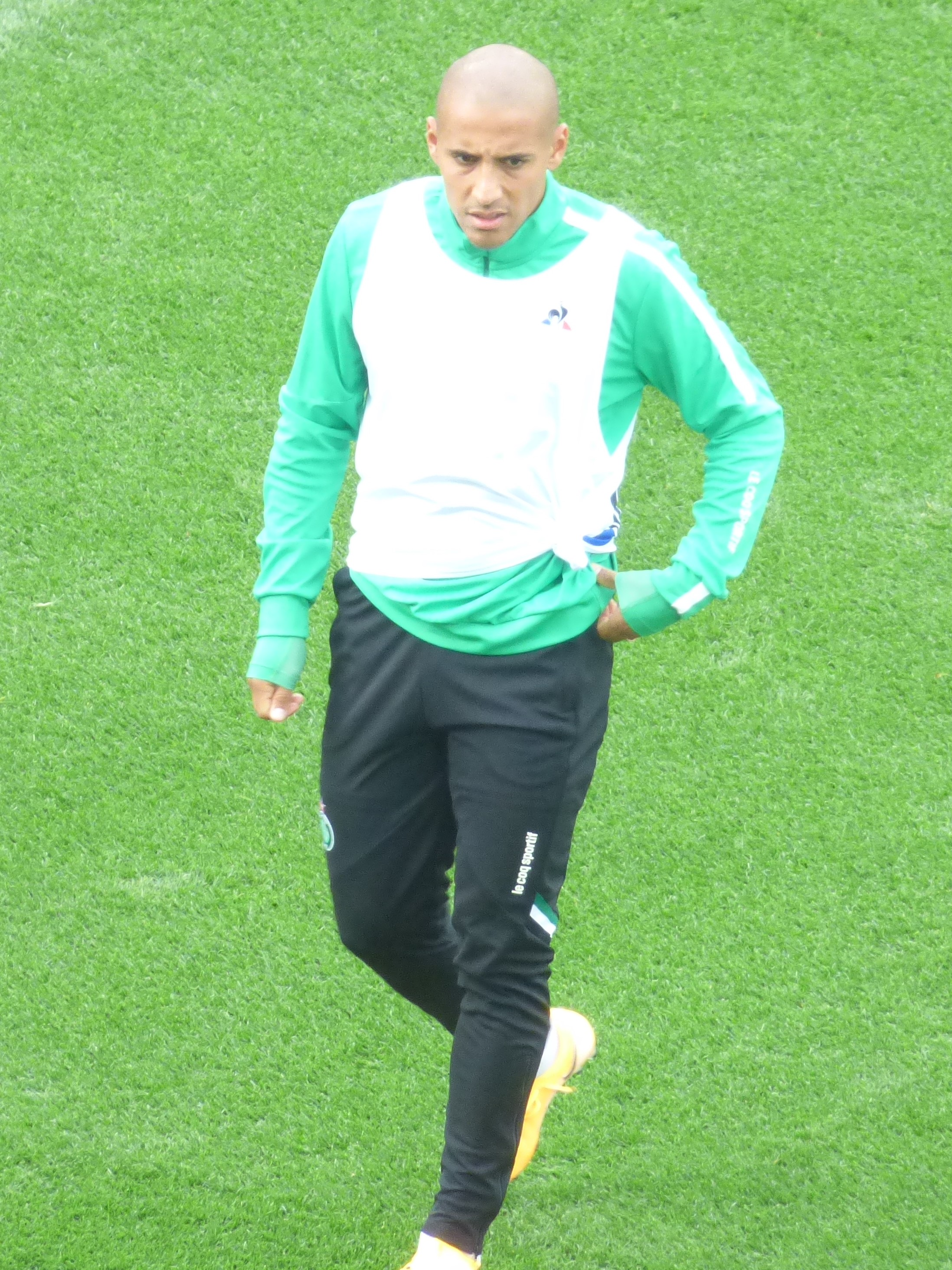
Wahbi Khazri lors du match Lens - AS Saint-Étienne, comptant pour la sixième journée de Ligue 1 2020-2021, le 3 octobre 2020, au stade Bollaert.

Le 17 juillet 2018, il est transféré à l'AS Saint-Étienne pour quatre ans et choisit de porter le numéro 10. Khazri joue son premier match avec les « Verts » lors de la première journée de Ligue 1, le 11 août contre Guingamp au stade Geoffroy-Guichard, et c'est ce jour-là qu'il inscrit également son premier but sous ses nouvelles couleurs. Il ouvre le score en effectuant une reprise de volée à la suite d'un centre venu de la gauche de Loïs Diony. L'ASSE s'impose sur le score de 2-1 lors de cette partie.
Le 28 septembre, pour le compte de la huitième journée de L1, il réalise une performance à domicile contre l'AS Monaco, en marquant les deux seuls buts du match, réalisant donc son premier doublé avec Saint-Étienne. Le 12 janvier 2019, alors que l'ASSE se déplace au stade de Roudourou pour affronter une nouvelle fois Guingamp, Wahbi Khazri inscrit le seul but du match sur un coup-franc direct à ras de terre, trompant le portier adverse Marc-Aurèle Caillard. Cette réalisation lui permet de porter son total de buts à dix unités, score qu'il n'avait jamais atteint auparavant dans une seule saison en championnat. Sa deuxième partie de saison est moins brillante mais il termine tout de même la saison 2018-2019 avec treize buts inscrits, faisant de lui le meilleur buteur de son équipe sur cet exercice.
La saison 2019-2020 débute difficilement pour Khazri. S'il est passeur décisif pour Romain Hamouma lors de la victoire à Dijon (1-2), il faut attendre la onzième journée, le 27 octobre face à l'Amiens SC, pour le voir inscrire son premier but de la saison, pas suffisant cependant pour obtenir la victoire (2-2). Khazri, qui se blesse ensuite avec sa sélection en novembre, est absent pendant plusieurs semaines.
En raison de l'état des finances du club, il est placé sur la liste des indésirables par Claude Puel lors de la saison 2020-2021. Cependant, malgré des contacts à Trabzonspor, vice champion de Turquie, le club ne réussit pas à le vendre. Il est donc réintégré dans le groupe avec un premier match contre Lens, où il prend un carton rouge après un tacle en retard. Il inscrit son premier but de la saison sur penalty face à Lille (1-1) le 29 novembre.
Son temps de jeu est réduit par rapport aux saisons précédentes, mais il parvient à force de persévérance à regagner sa place de titulaire et inscrit même le premier triplé de sa carrière lors de la victoire (4-1) face à Bordeaux le 11 avril 2021,. Ce match lui permet par ailleurs d'atteindre la barre symbolique des 200 rencontres en Ligue 1. Il se révèle alors comme l'un des grands artisans du maintien de l'ASSE en première division.
Lors de la saison 2021-2022, le 30 octobre 2021, lors d'un déplacement pour affronter le FC Metz, il marque son septième but de la saison en Ligue 1 sur un tir de 68 mètres, soit le but le plus lointain de la L1 depuis 2006, première année où la distance des frappes gagnantes est mesurée. Après l'éviction de Claude Puel, c'est Julien Sablé qui occupe le poste d'entraîneur par intérim et confie le brassard de capitaine à Khazri, celui-ci étant jusqu'ici détenu par Mahdi Camara. Khazri poursuit son rôle de capitaine sous la direction du nouvel entraîneur Pascal Dupraz.
En fin de contrat, Wahbi Khazri ne prolonge pas avec les Verts et envisage de poursuivre sa carrière en Ligue 1 où il est attendu au Montpellier HSC.

### Montpellier HSC
Le 27 juin 2022, Wahbi Khazri signe officiellement avec le club héraultais. 
Khazri joue son premier match pour Montpellier le 7 août 2022, lors de la première journée de la saison 2022-2023 de Ligue 1, face à l'ES Troyes AC. Il est titularisé et son équipe s'impose par trois buts à deux. Il inscrit son premier but avec le MHSC le 13 août sur la pelouse du PSG (défaite 5-2). Le 19 février 2023, Khazri donne la victoire à son équipe contre l'ES Troyes AC en marquant le seul but de la partie après être entré en jeu. Il marque un nouveau but le 5 mars suivant contre le Angers SCO en championnat. Il ouvre le score après deux minutes de jeux et participe à la victoire de son équipe par cinq buts à zéro.

### Équipe nationale

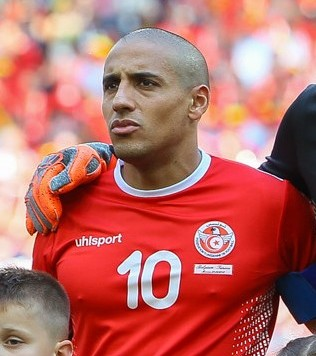
Wahbi Khazri avec la Tunisie contre la Belgique lors de la Coupe du monde 2018.

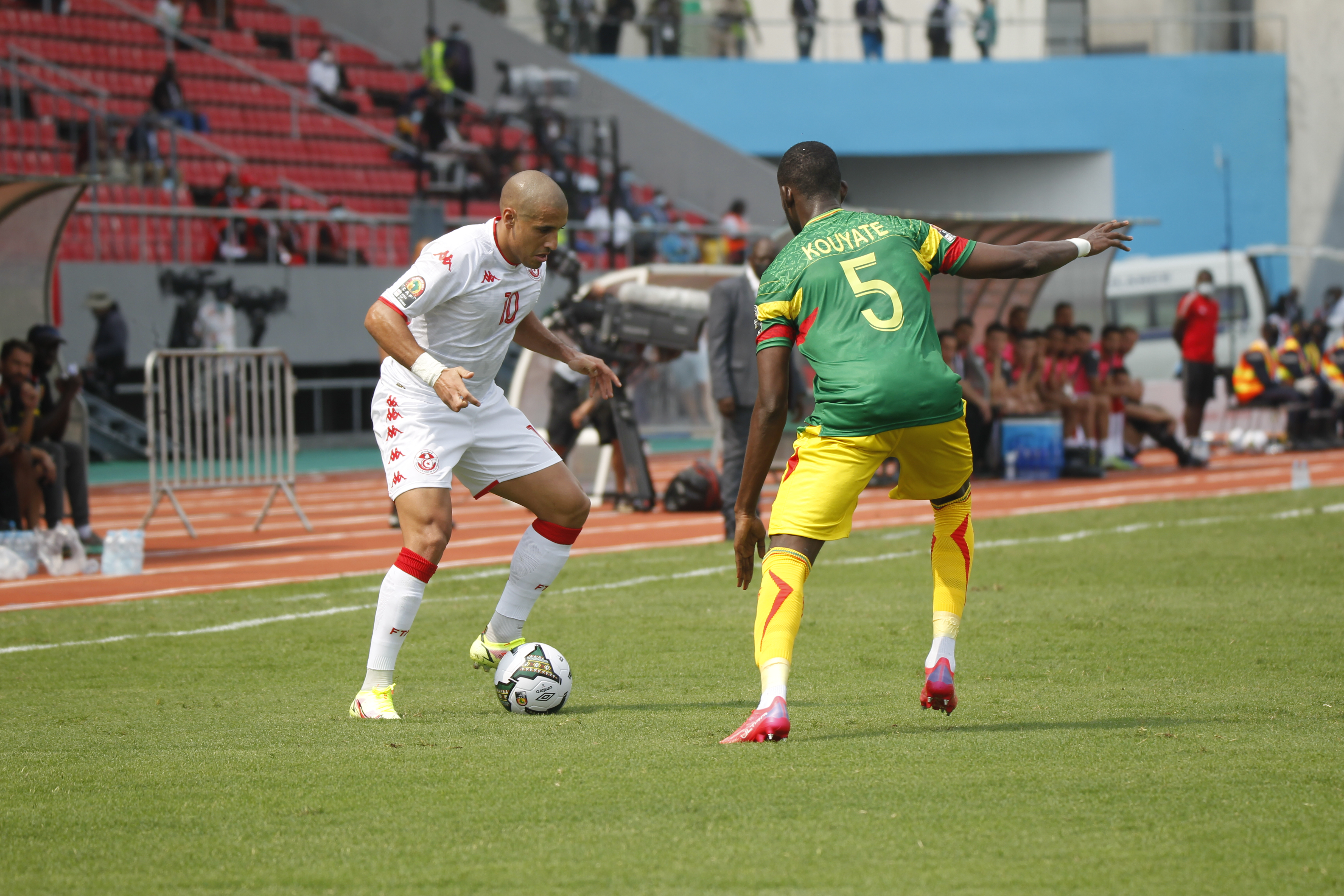
Wahbi Khazri et Boubakar Kouyaté se disputant le ballon lors de la CAN 2021.

En décembre 2012, Wahbi Khazri choisit de jouer pour l'équipe de Tunisie, après avoir été sélectionné successivement pour la France et la Tunisie en équipes de jeunes. Il fait ainsi partie des 23 joueurs sélectionnés par Sami Trabelsi pour la CAN 2013. Il inscrit son premier but le 23 mars 2013, sur un coup franc direct contre la Sierra Leone, lors d'un match comptant pour les éliminatoires de la Coupe du monde 2014.
En janvier 2015, il fait partie de la sélection de Georges Leekens pour la CAN 2015, durant laquelle il ne marque aucun but, puis des 23 joueurs retenus pour participer à la CAN 2017, où la Tunisie est éliminée en quarts de finale après un bon premier tour.
Il participe ensuite avec ses coéquipiers à la qualification de la Tunisie pour la Coupe du monde 2018 après douze ans d'absence. En phase finale, il est titulaire en pointe (et capitaine) lors de la défaite (1-2) du premier match en Russie contre l'Angleterre ; il marque ensuite un but contre la Belgique en fin de match puis délivre son équipe contre le Panama dans une victoire pour l'honneur. Il devient ainsi le premier joueur tunisien de l'histoire à marquer deux fois consécutives en Coupe du monde. Ses bonnes performances (2 buts et 2 passes décisives sur les 5 buts de la Tunisie, le 5e étant un pénalty) valent à Khazri de figurer dans l'une des trois équipes-types de la compétition.
Lors du troisième match des éliminatoires de la Coupe du monde 2022 face à la Mauritanie, le 7 octobre 2021, il marque son 22e but sous les couleurs de la Tunisie, devenant ainsi le deuxième meilleur buteur de la sélection derrière Issam Jemâa (36 buts). À l'occasion de la deuxième journée de la phase de poules de la coupe d'Afrique des nations 2021, Khazri inscrit son premier doublé de la compétition contre la Mauritanie, dans un match où les Aigles de Carthage s'imposent (4-0).
Le 14 novembre 2022, il est sélectionné par Jalel Kadri pour participer à la Coupe du monde 2022. Il inscrit le premier but de la Tunisie dans la compétition, lors du dernier match de poules face à la France (1-0). Il annonce le lendemain de ce match la fin de sa carrière internationale après 74 matchs.

### Vie privée
Wahbi Khazri célèbre son mariage le 15 juin 2017.

## Statistiques

### Générales
| Saison                | Club                  | Championnat           | Championnat | Championnat | Championnat | Coupe nationale | Coupe nationale | Coupe nationale | Coupe de la Ligue | Coupe de la Ligue | Coupe de la Ligue | Compétition(s) continentale(s) | Compétition(s) continentale(s) | Compétition(s) continentale(s) | Compétition(s) continentale(s) | Total | Total | Total |
| Saison                | Club                  | Division              | M.          | B.          | P.d.        | M.              | B.              | P.d.            | M.                | B.                | P.d.              | Comp.                          | M.                             | B.                             | P.d.                           | M.    | B.    | P.d.  |
| 2008-2009             | SC Bastia             | Ligue 2               | 13          | 3           | 1           | -               | -               | -               | -                 | -                 | -                 | -                              | -                              | -                              | -                              | 13    | 3     | 1     |
| 2009-2010             | SC Bastia             | Ligue 2               | 31          | 2           | 2           | 1               | 0               | 0               | 1                 | 0                 | 0                 | -                              | -                              | -                              | -                              | 33    | 2     | 2     |
| 2010-2011             | SC Bastia             | National              | 34          | 5           | 0           | 3               | 1               | 0               | 4                 | 1                 | 0                 | -                              | -                              | -                              | -                              | 41    | 7     | 0     |
| 2011-2012             | SC Bastia             | Ligue 2               | 33          | 9           | 7           | 2               | 1               | 0               | -                 | -                 | -                 | -                              | -                              | -                              | -                              | 35    | 10    | 7     |
| 2012-2013             | SC Bastia             | Ligue 1               | 29          | 7           | 7           | -               | -               | -               | 3                 | 0                 | 1                 | -                              | -                              | -                              | -                              | 32    | 7     | 8     |
| 2013-2014             | SC Bastia             | Ligue 1               | 32          | 6           | 2           | 1               | 1               | 0               | 1                 | 0                 | 0                 | -                              | -                              | -                              | -                              | 34    | 7     | 2     |
| Sous-total            | Sous-total            | Sous-total            | 172         | 32          | 19          | 7               | 3               | 0               | 9                 | 1                 | 1                 | -                              | -                              | -                              | -                              | 188   | 36    | 20    |
| 2014-2015             | Girondins de Bordeaux | Ligue 1               | 32          | 9           | 4           | 1               | 0               | 0               | 1                 | 0                 | 1                 | -                              | -                              | -                              | -                              | 34    | 9     | 5     |
| 2015-2016             | Girondins de Bordeaux | Ligue 1               | 20          | 5           | 7           | 1               | 0               | 0               | 1                 | 0                 | 0                 | C3                             | 8                              | 1                              | 1                              | 30    | 6     | 8     |
| Sous-total            | Sous-total            | Sous-total            | 52          | 14          | 11          | 2               | 0               | 0               | 2                 | 0                 | 1                 | -                              | 8                              | 1                              | 1                              | 64    | 15    | 13    |
| 2015-2016             | Sunderland AFC        | Premier League        | 14          | 2           | 1           | -               | -               | -               | -                 | -                 | -                 | -                              | -                              | -                              | -                              | 14    | 2     | 1     |
| 2016-2017             | Sunderland AFC        | Premier League        | 21          | 1           | 0           | 2               | 0               | 1               | -                 | -                 | -                 | -                              | -                              | -                              | -                              | 23    | 1     | 1     |
| 2017-2018             | Sunderland AFC        | Championship          | 3           | 0           | 0           | 2               | 0               | 0               | -                 | -                 | -                 | -                              | -                              | -                              | -                              | 5     | 0     | 0     |
| Sous-total            | Sous-total            | Sous-total            | 38          | 3           | 1           | 4               | 0               | 1               | -                 | -                 | -                 | -                              | -                              | -                              | -                              | 42    | 3     | 2     |
| 2017-2018             | Stade rennais (prêt)  | Ligue 1               | 24          | 9           | 2           | 1               | 0               | 0               | 4                 | 2                 | 2                 | -                              | -                              | -                              | -                              | 29    | 11    | 4     |
| 2018-2019             | AS Saint-Étienne      | Ligue 1               | 32          | 13          | 6           | 2               | 1               | 4               | 1                 | 0                 | 0                 | -                              | -                              | -                              | -                              | 35    | 14    | 10    |
| 2019-2020             | AS Saint-Étienne      | Ligue 1               | 16          | 3           | 2           | 3               | 1               | 2               | 1                 | 0                 | 0                 | C3                             | 3                              | 2                              | 0                              | 23    | 6     | 4     |
| 2020-2021             | AS Saint-Étienne      | Ligue 1               | 22          | 7           | 1           | 1               | 0               | 0               | -                 | -                 | -                 | -                              | -                              | -                              | -                              | 23    | 7     | 1     |
| 2021-2022             | AS Saint-Étienne      | Ligue 1               | 32          | 10          | 0           | 1               | 0               | 1               | -                 | -                 | -                 | -                              | -                              | -                              | -                              | 33    | 10    | 1     |
| Sous-total            | Sous-total            | Sous-total            | 102         | 33          | 9           | 7               | 2               | 7               | 2                 | 0                 | 0                 | -                              | 3                              | 2                              | 0                              | 114   | 37    | 16    |
| 2022-2023             | Montpellier HSC       | Ligue 1               | 27          | 4           | 1           | 1               | 0               | 0               | -                 | -                 | -                 | -                              | -                              | -                              | -                              | 28    | 4     | 1     |
| 2023-2024             | Montpellier HSC       | Ligue 1               | 25          | 1           | 0           | 3               | 0               | 0               | -                 | -                 | -                 | -                              | -                              | -                              | -                              | 28    | 1     | 0     |
| 2024-2025             | Montpellier HSC       | Ligue 1               | 30          | 1           | 1           | 1               | 0               | 0               | -                 | -                 | -                 | -                              | -                              | -                              | -                              | 31    | 1     | 1     |
| Sous-total            | Sous-total            | Sous-total            | 82          | 6           | 2           | 5               | 0               | 0               | -                 | -                 | -                 | -                              | -                              | -                              | -                              | 87    | 6     | 2     |
| Total sur la carrière | Total sur la carrière | Total sur la carrière | 470         | 97          | 44          | 26              | 5               | 8               | 17                | 3                 | 4                 | -                              | 11                             | 3                              | 1                              | 524   | 108   | 57    |

### En équipe nationale
| Saison                | Sélection             | Phases finales        | Phases finales | Phases finales | Phases finales | Éliminatoires | Éliminatoires | Éliminatoires | Matchs amicaux | Matchs amicaux | Matchs amicaux | Total | Total | Total |
| Saison                | Sélection             | Compétition           | M              | B              | Pd             | M             | B             | Pd            | M              | B              | Pd             | M     | B     | Pd    |
| --------------------- | --------------------- | --------------------- | -------------- | -------------- | -------------- | ------------- | ------------- | ------------- | -------------- | -------------- | -------------- | ----- | ----- | ----- |
| 2012-2013             | Tunisie               | CAN 2013              | 1              | 0              | 0              | 1             | 1             | 0             | 3              | 0              | 0              | 5     | 1     | 0     |
| 2013-2014             | Tunisie               | -                     | -              | -              | -              | 1             | 0             | 0             | 2              | 2              | 0              | 3     | 2     | 0     |
| 2014-2015             | Tunisie               | CAN 2015              | 4              | 0              | 0              | 6             | 2             | 2             | 3              | 1              | 0              | 13    | 3     | 2     |
| 2015-2016             | Tunisie               | -                     | -              | -              | -              | 3             | 1             | 0             | 1              | 1              | 1              | 4     | 2     | 1     |
| 2016-2017             | Tunisie               | CAN 2017              | 4              | 1              | 1              | 3             | 2             | 0             | 2              | 0              | 0              | 9     | 3     | 1     |
| 2017-2018             | Tunisie               | Coupe du monde 2018   | 3              | 2              | 2              | 2             | 0             | 0             | 2              | 1              | 1              | 7     | 3     | 3     |
| 2018-2019             | Tunisie               | CAN 2019              | 7              | 1              | 2              | 2             | 0             | 2             | 3              | 1              | 0              | 12    | 2     | 4     |
| 2019-2020             | Tunisie               | -                     | -              | -              | -              | 2             | 3             | 0             | -              | -              | -              | 2     | 3     | 0     |
| 2020-2021             | Tunisie               | -                     | -              | -              | -              | 2             | 0             | 0             | 4              | 0              | 2              | 6     | 0     | 2     |
| 2021-2022             | Tunisie               | CAN 2021              | 4              | 2              | 1              | 6             | 3             | 0             | -              | -              | -              | 10    | 5     | 1     |
| 2022-2023             | Tunisie               | Coupe du monde 2022   | 2              | 1              | 0              | -             | -             | -             | 3              | 0              | 0              | 5     | 1     | 0     |
| Total sur la carrière | Total sur la carrière | Total sur la carrière | 25             | 7              | 6              | 28            | 12            | 4             | 21             | 6              | 4              | 74    | 25    | 14    |

## Palmarès
SC Bastia
- Champion de France de National en 2011
- Champion de France de Ligue 2 en 2012

 AS Saint-Étienne
- Finaliste de la Coupe de France en 2020

## Distinctions personnelles
Il est membre de l'équipe type de Ligue 2 lors de la saison 2011-2012 aux trophées UNFP 2012.
En novembre 2018, il reçoit le trophée du joueur du mois UNFP de Ligue 1. En décembre de la même année, il reçoit le titre de meilleur footballeur tunisien de l'année.